# Uncești (okręg Vaslui)
Uncești – wieś w Rumunii, w okręgu Vaslui, w gminie Zăpodeni. W 2011 roku liczyła 243 mieszkańców.